# CWDM
CWDM es el acrónimo, en inglés, de Coarse wavelength Division Multiplexing, que significa Multiplexación por división aproximada de longitud de onda. CWDM es una técnica de transmisión de señales a través de fibra óptica que pertenece a la familia de multiplexion por divisiòn de longitud de onda (WDM), se utilizó a principios de los años 80 para transportar señal de video (CATV) en conductores de fibra multimodo, fue estandarizado por la ITU-T (Internacional Telecommunication Union – Telecommunication sector), en la recomendación G.694.2 en el año 2002.
Dentro de la familia WDM existen dos sistemas:
- CWDM - Multiplexación por división aproximada de longitud de onda. Sistemas WDM con menos de ocho longitudes de onda activas por fibra.
- DWDM - Multiplexación por división de longitud de onda densa. Sistemas WDM con más de ocho longitudes de onda activas por fibra.

Las DWDM utilizan componentes ópticos más complejos, de mayores distancias de transmisión y más caros que CWDM, la cual está desarrollada especialmente para zonas metropolitanas, ofreciendo anchos de banda relativamente altos a un coste mucho más bajo, esto debido a los componentes ópticos de menor complejidad, limitada capacidad y distancia, por lo cual es la más competitiva a corta distancia.

## Breve reseña histórica
Los primeros sistemas de transmisión por fibra óptica ponían la información en hebras de vidrio mediante simples pulsos de luz. Se encendía y se apagaba una luz para representar los unos y los ceros de la información digital. La luz real podía ser de casi cualquier longitud de onda (conocida también como color o frecuencia) desde aproximadamente 650nm a 1550nm.
En la década de los 80, los módems de comunicación de datos por fibra óptica utilizaron LED de bajo costo para colocar pulsos de infrarrojo cercano en fibra de bajo costo. A medida que aumentaba la necesidad de información, también aumentaba la necesidad de ancho de banda. Los primeros sistemas SONET utilizaban láseres de 1310nm para suministrar flujos de datos de 155 Mb/s a través de distancias muy largas. Pero esta capacidad se agotó rápidamente. Los avances en los componentes optoelectrónicos permitieron el diseño de sistemas que transmitían simultáneamente múltiples longitudes de onda lumínicas a través de una fibra única. Fue posible multiplexar diversos flujos de información a alta velocidad de bits de 2.5 Gb/s, 10 Gb/s y, más recientemente, de 40 Gb/s y 100Gb/s mediante la división de varias longitudes de onda. Así fue que surgió la Multiplexación por división de longitudes de onda (WDM).
El primer sistema WDM en combinar dos señales portadoras hizo su aparición alrededor de 1985.
A principios del siglo XXI, la tecnología permite combinar hasta 160 señales con un ancho de banda efectivo de unos 10 gigabits por segundo. Las operadoras ya están utilizando los 40 Gbit/s. No obstante la capacidad teórica de una sola fibra óptica se estima en 1600 Gbit/s. De manera que es posible alcanzar mayores capacidades en el futuro, a medida que avance la tecnología.

## Tipos de WDM
En la actualidad existen dos tipos de WDM: WDM aproximada (CWDM) y WDM densa (DWDM). Por más contradictorio que parezca, la DWDM surgió mucho antes que la CWDM, que solo apareció después de que el floreciente mercado de las telecomunicaciones impulsara los precios a una baja accesible. Mientras la CWDM quiebra el espectro en grandes trozos, la DWDM lo divide en pequeñas partes. La DWDM hace converger más de 40 canales en el mismo rango de frecuencia que se utilizan para dos canales de CWDM.
La CWDM está definida por longitudes de onda. La DWDM está definida en términos de frecuencias. El espaciado de las longitudes de onda más tupido en la DWDM abre espacio para más canales en una única fibra, pero es más costoso de implementar y de operar.

## Características técnicas
- Posee espaciamiento de frecuencias de 2500 GHz (20nm), dando cabida a láseres de gran anchura espectral.
- 18 longitudes de onda, definidas en el intervalo de 1270 a 1610 nm
- Los CWDM actuales tienen su límite en 10 Gbps.
- En cuanto a las distancias que cubren llegan hasta unos 120 km.
- Utilizan láser DBF (láseres de realimentación distribuidos) sin peltier ni termistor.
- Usa filtros ópticos de banda ancha, multiplexores y demultiplexores basados en TFF (tecnología de película delgada)
- Mayor espaciamiento de longitudes de onda, lo que indica que si hay una variación en la onda central debido a imperfecciones de los láseres producidos por procesos de fabricación menos críticos esta onda se mantendrá en banda.
- Mayor espectro óptico, esto nos permite tener un número de canales para utilizar sin que estos sean disminuidos a causa de la separación entre ellos

## Diferencias de la CWDM
La CWDM puede —en principio— igualar las capacidades básicas de DWDM pero a una capacidad menor y a un coste menor. La CWDM permite que los operadores respondan con flexibilidad a las diversas necesidades de los clientes en regiones metropolitanas en las que las fibras pueden llegar a ser muy valoradas. No obstante, no compite con la DWDM, ya que ambas cumplen diferentes roles que dependen en gran medida de las circunstancias y los requisitos específicos del operador, en última instancia. El propósito de la CWDM es las comunicaciones de corto alcance. Utiliza un amplio espectro de frecuencias y separa las longitudes de onda unas de otras. El espaciado de canales estandarizado permite la desviación de las longitudes de onda a medida que los láseres se calientan y se enfrían durante la operación. Por diseño, el equipamiento de la CWDM es compacto y rentable en comparación con los diseños de la DWDM.
La tecnología CWDM no cubre grandes distancias porque su señal lumínica no está amplificada, lo cual permite mantener los costos bajos pero también limita las distancias máximas de propagación. Los proveedores pueden mencionar rangos de funcionamiento de 50 a 80 kilómetros, con distancias de 160 kilómetros factibles mediante amplificadores de señales. La CWDM soporta pocos canales, lo que puede resultar adecuado para operadores metropolitanos que prefieran empezar modestamente para luego expandirse a medida que aumente la demanda.
Los sistemas de señalización sin amplificar mantienen los costes iniciales bajos y aún pueden mantener una alta tolerancia a las pérdidas. Siempre que se utilice una señal no amplificada existe una compensación entre la capacidad y la distancia. O bien se hacen redes extensas con menos nodos o redes más cortas con muchos nodos.

## Topologías
CWDM puede admitir las siguientes topologías:
- Anillos punto a punto y redes ópticas pasivas (PON)
- Anillos locales CWDM que se conectan con anillos metropolitanos DWDM
- Anillos de acceso y las redes ópticas pasivas.

## Ventajas
- Menor consumo energético.
- Tamaño inferior de los láser CWDM.
- Soluciona los problemas de cuellos de botella.
- Hardware y costo operativo más barato referente a otras tecnologías de la misma familia.
- Anchos de banda más elevada.
- Es más sencillo referente al diseño de la red, implementación y operación.
- Mayor facilidad de instalación, configuración y mantenimiento de la red.
- Alto grado de flexibilidad y seguridad en la creación de redes ópticas metropolitanas.
- Puede transportar cualquier servicio de corto alcance como: SDH, CATV, ATM, FTTH – PON, 10 Gigabit, entre otros.

## Comparación entre DWDM y CWDM
| CWDM                                           | DWDM                                                                            |
| ---------------------------------------------- | ------------------------------------------------------------------------------- |
| Definida por longitudes de onda                | Definida por frecuencias....                                                    |
| Comunicaciones de corto alcance (50 a 80 km)   | Transmisiones de larga distancia                                                |
| Utiliza frecuencias de amplio espectro         | Frecuencias angostas                                                            |
| Las longitudes de onda se diseminan            | Longitudes de onda compactadas                                                  |
| Es posible la desviación de longitudes de onda | Se requieren láseres de precisión para mantener los canales dentro del objetivo |
| Divide el espectro en grandes trozos           | Divide el espectro en pequeñas partes                                           |
| La señal lumínica no está amplificada          | Se puede utilizar señal lumínica amplificada                                    |